# Skansen Maszyn i Urządzeń Rolniczych w Niedrzwicy Kościelnej
Skansen Maszyn i Urządzeń Rolniczych w Niedrzwicy Kościelnej – muzeum (skansen) z siedzibą we wsi Niedrzwica Kościelna (powiat lubelski). Placówka jest prowadzona przez tutejszą Fundację Ocalić Od Zapomnienia.
Muzeum zostało otwarte w dniu 21 czerwca 2014 roku. Gromadzenie eksponatów trwało od 2013 roku, a głównymi darczyńcami byli mieszkańcy Niedrzwicy i okolic. W jego zbiorach znajduje się około 180  urządzeń i maszyn rolniczych, w tym m.in. pługi, radła, sieczkarnie i młockarnie, kieraty (najstarszy z XVIII wieku), kosiarki, żniwiarki, snopowiązałkę, prasy do słomy, żarna, maszynę do skręcania lin oraz pojazdy (wasąg, wozy żelaźniaki, sanie). Ponadto prezentowane są dawne przedmioty codziennego użytku (m.in. maselnice, beczki, międlnice do lnu, magle) oraz - w ramach wystawy „Nerw Armi” - powojenne wyposażenie wojsk chemicznych, łączności i saperów.